# عمر كتمتو
عمر صبري كتمتو (وُلد في عام 1943 في عكا) دبلوماسي وسياسي وشاعر فلسطيني لاجئ، عمل رئيسًا لبعثة منظمة التحرير الفلسطينية لدى الدنمارك والنرويج وآيسلندا بين منتصف عقد 1980 ومنتصف عقد 2000.

## حياته
وُلد كتمتو في مدينة عكا عام 1943 إبان الانتداب البريطاني على فلسطين. بعد حرب 1948 واستيلاء العصابات الصهيونية على نحو 78% من مساحة فلسطين التاريخية. لجئت عائلته إلى مدينة دمشق بسوريا. حصل على درجة الماجستير من المعهد العالي للفنون المسرحية في صوفيا عام 1971، ودرجة الدكتوراه في تاريخ المسرح عام 1980. عمل مدرسًا في جامعة عنابة الجزائرية، وجامعة أوسلو النرويجية.
كُلف بمهام إنشاء مكتب لمنظمة التحرير الفلسطينية في الدنمارك عام 1985، وفي النرويج عام 1986.
بعد إنشاء السلطة الوطنية الفلسطينية، استمر عمله ممثلًا لمنظمة التحرير الفلسطينية لدى النرويج، وكُلف بمهام تمثيل السلطة الوطنية الفلسطينية لدى النرويج واستمر في المنصب حتى تقاعده في أكتوبر 2005.

## قصائده
له العديد من المؤلفات الشعرية أبرزها، قصائد الوصايا، وكفارة الشاعر، وشهرزاد، والملك، ودمشق والرسالة والصحاب، وحوار مع الموت وبصارة الحي القديم.